# (2316) Jo-Ann
(2316) Jo-Ann (1980 RH; 1930 QU; 1933 FS; 1968 KS; 1971 DE; 1972 LV; 1975 FO; 1976 OD1) ist ein Asteroid des inneren Hauptgürtels, der am 2. September 1980 vom US-amerikanischen Astronomen Edward L. G. Bowell am Lowell-Observatorium, Anderson Mesa Station (Anderson Mesa) in der Nähe von Flagstaff, Arizona (IAU-Code 688) entdeckt wurde.

## Benennung
(2316) Jo-Ann wurde anlässlich ihres Geburtstages am 13. Mai 1982 nach Jo-Ann Bowell, der Ehefrau des Entdeckers Edward L. G. Bowell, benannt. Nach Edward L. G. Bowell ist der Asteroid (2246) Bowell benannt.